# 패트리샤 메디나
패트리샤 파즈 마리아 메디나(영어: Patricia Paz Maria Medina, 1919년 7월 19일 ~ 2012년 4월 28일)는 영국의 배우이다.